# Merkantil-Friedens- und Schiedsgericht Nürnberg
Das Merkantil-Friedens- und Schiedsgericht Nürnberg war ein Handelsgericht der Freien Stadt Nürnberg und später Bayerns.

## Geschichte

### Vorgeschichte
Mit dem Entstehen der Nürnberger Börse entstanden Marktordnungen und der Bedarf, diese durchzusetzen. Am 1. Mai 1566 wurden daher erstmalig fünf Marktherren aus der Kaufmannschaft gewählt, die die Marktordnung durchsetzen sollten. 1570 erhielten die Marktherren die Aufsicht und auch die Jurisdiktion über die Marktboten (dies waren die Beauftragten, die im Auftrag ausländischer Händler die Waren von und nach Nürnberg brachten). Diese Einrichtung erwies sich als erfolgreich und so entstand auch in anderen Handelsstädten die Institution der Marktherren, am 6. Juli 1587 führte z. B. Frankfurt am Main dies nach Nürnberger Vorbild ein. Im Laufe der Folgejahre erweiterte sich die Jurisdiktion der Marktherren auch auf das Speditionswesen, die Marktstände und die Geleitsrechnung.
Mit der Bildung der Banco Publico wurde das Bancoamt als Aufsichtsinstitution und Gericht geschaffen und die Marktherren bildeten gemeinsam mit Juristen und Ratsherren den Spruchkörper. Nun ergaben sich Abgrenzungsprobleme, welche Fälle von den Marktherren oder den Bancoherren entschieden werden sollten. Mit Dekret vom 31. Mai 1624 verwies der Rat alle handelsrechtlichen Konflikte an das Bancoamt. Appellationsinstanz war der Rat.
Auch dieses Handelsgericht erarbeitete sich einen guten Ruf, insbesondere im Wechselrecht. Das führte dazu, dass das Bancoamt von Handelsgerichten anderer Städte um gutachterliche Beurteilungen, sogenannte Pareres, gebeten wurde. Mit dem Bankrott des Banco Publico im Jahr 1635 entstand eine neue Gerichtsorganisation. Am 21. Januar und 6. Februar 1635 wurden 12 Marktadjunkten als Kontrollinstanz gewählt.

### Das Mercantil- und Bancogericht
Die Mercantil- und Bancogerichtsordnung vom 21. Oktober bzw. 12. April 1697 schuf das Mercantil- und Bancogericht als Handelsgericht. Es war genauso besetzt wie das frühere Bancoamt, nämlich aus zwei Ratsmännern, zwei Juristen und den Marktvorstehern. Zuständig war es für Handelssachen, bei denen mindestens eine Partei Kaufmann oder Fuhrmann war. Appellationsinstanz war das Stadtgericht.

### Die Handelsgerichtsordnung von 1804
Das Verfahren von dem Mercantil- und Bancogericht wurde zunehmend als zu langsam kritisiert. Mit der Handelsgerichtsordnung von 1804 entstand so das Handelsgericht Nürnberg. Dieses arbeitete im schriftlichen Verfahren und entsprach in seiner Besetzung dem bisherigen Mercantil- und Bancogericht. Daneben konnten sich Kaufleute auch an die Marktvorsteher wenden, die als Merkantil-Friedens- und Schiedsgericht im mündlichen Verfahren entschieden. Entschieden sich die Parteien für dieses Verfahren, so war eine Anrufung des Handelsgerichts nicht mehr zulässig.

### Übergang an Bayern
In Folge des Rheinbundes wurde Nürnberg mediatisiert und Teil des Königreichs Bayern. In Sorge, das Merkantil-Friedens- und Schiedsgericht könne aufgehoben werden, richteten die Marktvorsteher am 30. März 1808 eine Bitte an den König, das Gericht aufrechtzuerhalten. Diese Bitte war erfolgreich. In der Verordnung, die Organisation der Handelsgerichte erster und zweiter Instanz in Nürnberg betreffend vom 18. Mai 1809 wurde das Merkantil-Friedens- und Schiedsgericht sowie das Handelsgericht bestätigt und die Einrichtung eines Handelsappellationsgerichtes Nürnberg als Gericht zweiter Instanz angeordnet.

## Weitere Geschichte
Diese Gerichtsordnung wurde auch bei den folgenden Neufassungen der bayerischen Gerichtsverfassung bestätigt. Als zum 1. Juli 1862 das Allgemeine Deutsche Handelsgesetzbuch in Kraft trat, wurde das Handelsappellationsgericht Nürnberg alleiniges Handelsappellationsgericht in Bayern und die Handelsgerichte wurden den Bezirksgerichten angegliedert. Einzig das Merkantil-Friedens- und Schiedsgericht bestand weiter. Mit den Reichsjustizgesetzen gingen 1879 die handelsrechtlichen Angelegenheiten an die Amts-, Land- und Oberlandesgerichte über und die Handelsgerichte wurden aufgehoben. Auch hierbei blieb das Merkantil-Friedens- und Schiedsgericht als Teil der freiwilligen Gerichtsbarkeit erhalten. Erst mit der Verordnung über die Änderungen der Gerichtsorgane in Bayern vom 19. März 1935 wurde es aufgehoben.